# Restrepia antennifera
Restrepia antennifera é uma espécie de orquídea originária dos Andes.